# Évolution (album)
Pour les articles homonymes, voir Évolution.
 (février 2018).
Si vous disposez d'ouvrages ou d'articles de référence ou si vous connaissez des sites web de qualité traitant du thème abordé ici, merci de compléter l'article en donnant les références utiles à sa vérifiabilité et en les liant à la section « Notes et références ».
Albums de Passi
Révolution (street album)
(2007) Ère Afrique
(2013)
Évolution est le quatrième album du chanteur, compositeur et rappeur franco-congolais Passi, sorti en octobre 2007.
Une édition limitée augmentée est publiée au même moment. Elle comprend un second disque qui reprend les neuf premiers morceaux de son street album Révolution, sorti plus tôt dans l'année (en avril).

## Liste des titres
| 1.    | État des lieux                              | 3:45 |
| 2.    | Electric                                    | 3:19 |
| 3.    | J'suis de là                                | 3:30 |
| 4.    | À 2 contre tous (feat. Joy Denalane)        | 4:00 |
| 5.    | Chambre de gosses                           | 4:37 |
| 6.    | Devine qui vient diner (feat. Michael Rose) | 4:12 |
| 7.    | Coupable                                    | 4:39 |
| 8.    | Honneurs et mérites (feat. Jacky Brown)     | 4:07 |
| 9.    | Paris on Fire (feat. Wyclef Jean)           | 4:37 |
| 10.   | Là-bas c pire                               | 4:59 |
| 11.   | Mon psy                                     | 4:42 |
| 12.   | Marianne et Mamadou                         | 4:22 |
| 13.   | Roméo et Juliette 2000                      | 4:13 |
| 14.   | Electric (Remix)                            | 3:16 |
| 58:18 |                                             |      |

| Titre bonus - Édition digitale iTunes | Titre bonus - Édition digitale iTunes | Titre bonus - Édition digitale iTunes | Titre bonus - Édition digitale iTunes | Titre bonus - Édition digitale iTunes | Titre bonus - Édition digitale iTunes | Titre bonus - Édition digitale iTunes | Titre bonus - Édition digitale iTunes | Titre bonus - Édition digitale iTunes | Titre bonus - Édition digitale iTunes |
| No                                    | Titre                                 | Durée                                 |                                       |                                       |                                       |                                       |                                       |                                       |                                       |
| ------------------------------------- | ------------------------------------- | ------------------------------------- | ------------------------------------- | ------------------------------------- | ------------------------------------- | ------------------------------------- | ------------------------------------- | ------------------------------------- | ------------------------------------- |
| 15.                                   | Jean Basket                           | 3:30                                  |                                       |                                       |                                       |                                       |                                       |                                       |                                       |
| 61:48                                 |                                       |                                       |                                       |                                       |                                       |                                       |                                       |                                       |                                       |

| Disque bonus - Édition limitée "augmentée" 2×CD (France, RCA Records, 15/10/2007) | Disque bonus - Édition limitée "augmentée" 2×CD (France, RCA Records, 15/10/2007) | Disque bonus - Édition limitée "augmentée" 2×CD (France, RCA Records, 15/10/2007) | Disque bonus - Édition limitée "augmentée" 2×CD (France, RCA Records, 15/10/2007) | Disque bonus - Édition limitée "augmentée" 2×CD (France, RCA Records, 15/10/2007) | Disque bonus - Édition limitée "augmentée" 2×CD (France, RCA Records, 15/10/2007) | Disque bonus - Édition limitée "augmentée" 2×CD (France, RCA Records, 15/10/2007) | Disque bonus - Édition limitée "augmentée" 2×CD (France, RCA Records, 15/10/2007) | Disque bonus - Édition limitée "augmentée" 2×CD (France, RCA Records, 15/10/2007) | Disque bonus - Édition limitée "augmentée" 2×CD (France, RCA Records, 15/10/2007) |
| No                                                                                | Titre                                                                             | Durée                                                                             |                                                                                   |                                                                                   |                                                                                   |                                                                                   |                                                                                   |                                                                                   |                                                                                   |
| --------------------------------------------------------------------------------- | --------------------------------------------------------------------------------- | --------------------------------------------------------------------------------- | --------------------------------------------------------------------------------- | --------------------------------------------------------------------------------- | --------------------------------------------------------------------------------- | --------------------------------------------------------------------------------- | --------------------------------------------------------------------------------- | --------------------------------------------------------------------------------- | --------------------------------------------------------------------------------- |
| 1.                                                                                | Air de révolution (Intro)                                                         | 1:43                                                                              |                                                                                   |                                                                                   |                                                                                   |                                                                                   |                                                                                   |                                                                                   |                                                                                   |
| 2.                                                                                | Dent pour dent                                                                    | 3:50                                                                              |                                                                                   |                                                                                   |                                                                                   |                                                                                   |                                                                                   |                                                                                   |                                                                                   |
| 3.                                                                                | Manipulation (feat. D.O.C des 2 Bal)                                              | 4:02                                                                              |                                                                                   |                                                                                   |                                                                                   |                                                                                   |                                                                                   |                                                                                   |                                                                                   |
| 4.                                                                                | La Vie ghetto (feat. Wyclef Jean)                                                 | 3:56                                                                              |                                                                                   |                                                                                   |                                                                                   |                                                                                   |                                                                                   |                                                                                   |                                                                                   |
| 5.                                                                                | Pas 2 limite (feat. Le Secteur Ä)                                                 | 4:27                                                                              |                                                                                   |                                                                                   |                                                                                   |                                                                                   |                                                                                   |                                                                                   |                                                                                   |
| 6.                                                                                | Mauvais regards (feat. Black B'rbie)                                              | 3:45                                                                              |                                                                                   |                                                                                   |                                                                                   |                                                                                   |                                                                                   |                                                                                   |                                                                                   |
| 7.                                                                                | Le Frolot véner (feat. Youssoupha et Alibi Montana)                               | 3:57                                                                              |                                                                                   |                                                                                   |                                                                                   |                                                                                   |                                                                                   |                                                                                   |                                                                                   |
| 8.                                                                                | Art 2 guerre (feat. G-Kill des 2 Bal)                                             | 3:32                                                                              |                                                                                   |                                                                                   |                                                                                   |                                                                                   |                                                                                   |                                                                                   |                                                                                   |
| 9.                                                                                | Passi bomayé (Interlude)                                                          | 2:38                                                                              |                                                                                   |                                                                                   |                                                                                   |                                                                                   |                                                                                   |                                                                                   |                                                                                   |
| 31:50                                                                             |                                                                                   |                                                                                   |                                                                                   |                                                                                   |                                                                                   |                                                                                   |                                                                                   |                                                                                   |                                                                                   |